# Beuzeville
Pour les articles homonymes, voir Beuzeville (homonymie).
Beuzeville est une commune française située dans le département de l'Eure en région Normandie. Beuzeville est le chef-lieu du canton portant le même nom.

## Géographie

### Localisation
Située à l'extrémité nord-ouest du département de l'Eure, sur le plateau du Lieuvin, la commune occupe une situation favorable non loin de la côte Fleurie (proximité de Honfleur, Deauville, Pont-l'Évêque, Pont-Audemer) près de l'autoroute A13 (échangeur) et des ponts de Tancarville et de Normandie.

### Communes limitrophes
|                                   | Manneville-la-Raoult, Saint-Pierre-du-Val |                       |
| Quetteville (Calvados)            | Beuzeville                                | Le Torpt, Boulleville |
| Saint-André-d'Hébertot (Calvados) | La Lande-Saint-Léger                      |                       |

### Hydrographie
La commune est située dans le bassin Seine-Normandie. Elle est drainée par la Morelle, la Vilaine et le fossé 01 de la commune de Beuzeville,,.
La Morelle, d'une longueur de 18 km, prend sa source dans la commune  et se jette  dans la Seine à Honfleur, après avoir traversé huit communes.
La Vilaine, d'une longueur de 11 km, prend sa source dans la commune  et se jette  dans le Canal de Retour d'eau à Fatouville-Grestain, après avoir traversé cinq communes.

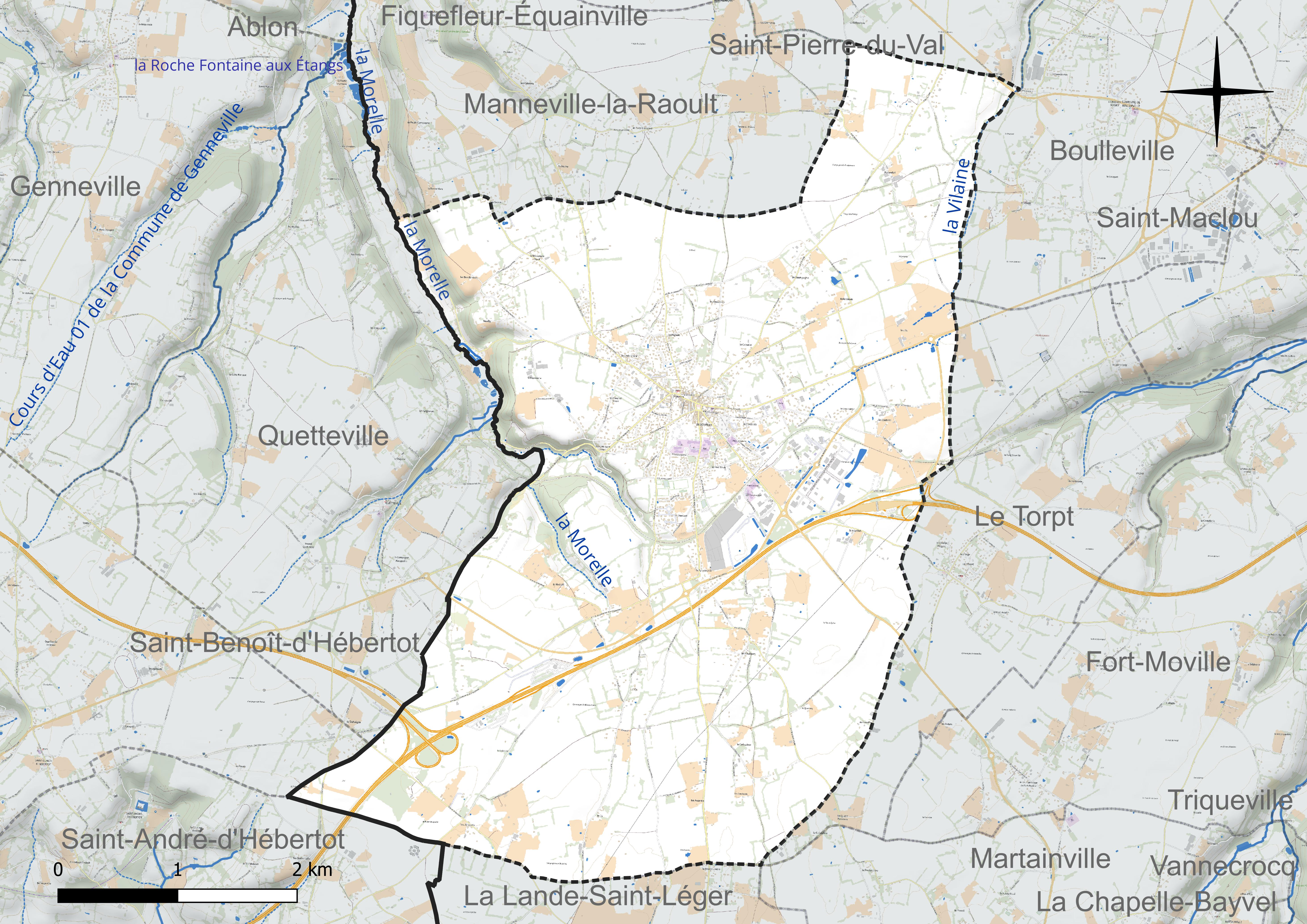
Réseau hydrographique de Beuzeville.

### Climat
Pour des articles plus généraux, voir Climat de la Normandie et Climat de l'Eure.
En 2010, le climat de la commune est de type climat océanique altéré, selon une étude du CNRS s'appuyant sur une série de données couvrant la période 1971-2000. En 2020, Météo-France publie une typologie des climats de la France métropolitaine dans laquelle la commune est exposée à un climat océanique et est dans la région climatique  Côtes de la Manche orientale, caractérisée par un faible ensoleillement (1 550 h/an) ; forte humidité de l’air (plus de 20 h/jour avec humidité relative > 80 % en hiver), vents forts fréquents. Parallèlement le GIEC normand, un groupe régional d’experts sur le climat, différencie quant à lui, dans une étude de 2020, trois grands types de climats pour la région Normandie, nuancés à une échelle plus fine par les facteurs géographiques locaux. La commune est, selon ce zonage, exposée à un « climat contrasté des collines », correspondant au Pays d’Auge, Lieuvin et Roumois, moins directement soumis aux flux océaniques et connaissant toutefois des précipitations assez marquées en raison des reliefs collinaires qui favorisent leur formation.
Pour la période 1971-2000, la température annuelle moyenne est de 10,1 °C, avec  une amplitude thermique annuelle de 13,2 °C. Le cumul annuel moyen de précipitations est de 943 mm, avec 13,5 jours de précipitations en janvier et 9 jours en juillet. Pour la période 1991-2020, la température moyenne annuelle observée sur la station météorologique la plus proche, située sur la commune de Boulleville à 4 km à vol d'oiseau, est de 11,3 °C et le cumul annuel moyen de précipitations est de 851,2 mm,. Pour l'avenir, les paramètres climatiques de la commune estimés pour 2050 selon différents scénarios d’émission de gaz à effet de serre sont consultables sur un site dédié publié par Météo-France en novembre 2022.

## Urbanisme

### Typologie
Au 1er janvier 2024, Beuzeville est catégorisée bourg rural, selon la nouvelle grille communale de densité à 7 niveaux définie par l'Insee en 2022.
Elle appartient à l'unité urbaine de Honfleur, une agglomération inter-départementale dont elle est ville-centre,. Par ailleurs la commune fait partie de l'aire d'attraction de Beuzeville, dont elle est la commune-centre,. Cette aire, qui regroupe 5 communes, est catégorisée dans les aires de moins de 50 000 habitants,.

### Occupation des sols
L'occupation des sols de la commune, telle qu'elle ressort de la base de données européenne d’occupation biophysique des sols Corine Land Cover (CLC), est marquée par l'importance des territoires agricoles (89,3 % en 2018), en diminution par rapport à 1990 (94,4 %). La répartition détaillée en 2018 est la suivante : 
prairies (55,1 %), terres arables (31,3 %), zones urbanisées (7,9 %), zones agricoles hétérogènes (2,9 %), zones industrielles ou commerciales et réseaux de communication (2,8 %). L'évolution de l’occupation des sols de la commune et de ses infrastructures peut être observée sur les différentes représentations cartographiques du territoire : la carte de Cassini (XVIIIe siècle), la carte d'état-major (1820-1866) et les cartes ou photos aériennes de l'IGN pour la période actuelle (1950 à aujourd'hui).

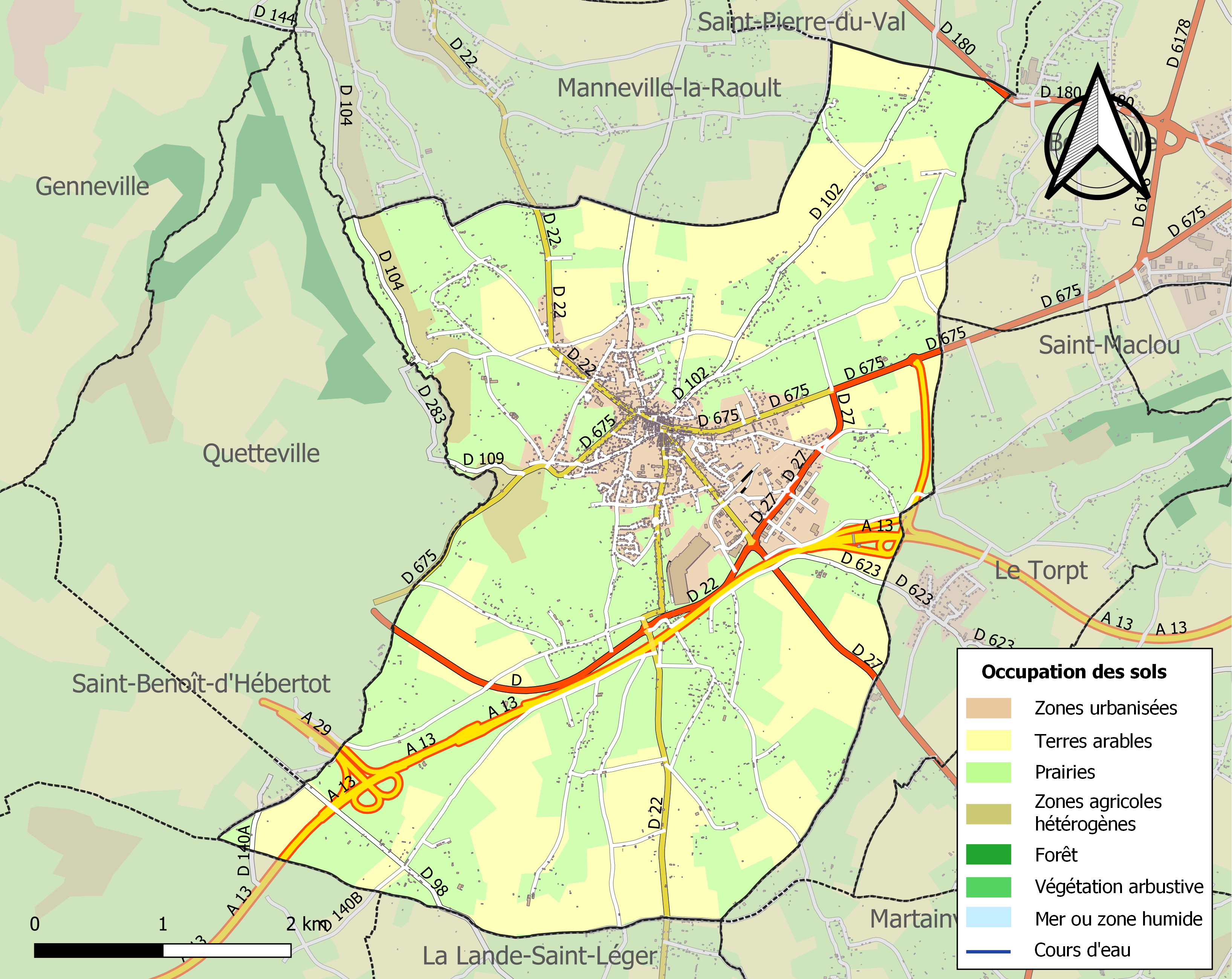
Carte des infrastructures et de l'occupation des sols de la commune en 2018 (CLC).

## Toponymie
Le nom de la localité est attesté sous la forme Bosevilla en 1078 et 1087,, Buzevilla en 1168, Beseville en 1250, Bueseville en 1267, Beuzeville-les-Franchesterres en 1410, Beuzeville en 1757, Beuzeville-en-Lieuvin au XIXe siècle pour le distinguer des autres homonymes.
Ce nom, composé du nom de personne germanique Boso et du latin villa « domaine », pourrait se traduire par « Le domaine de Boso ».

## Histoire

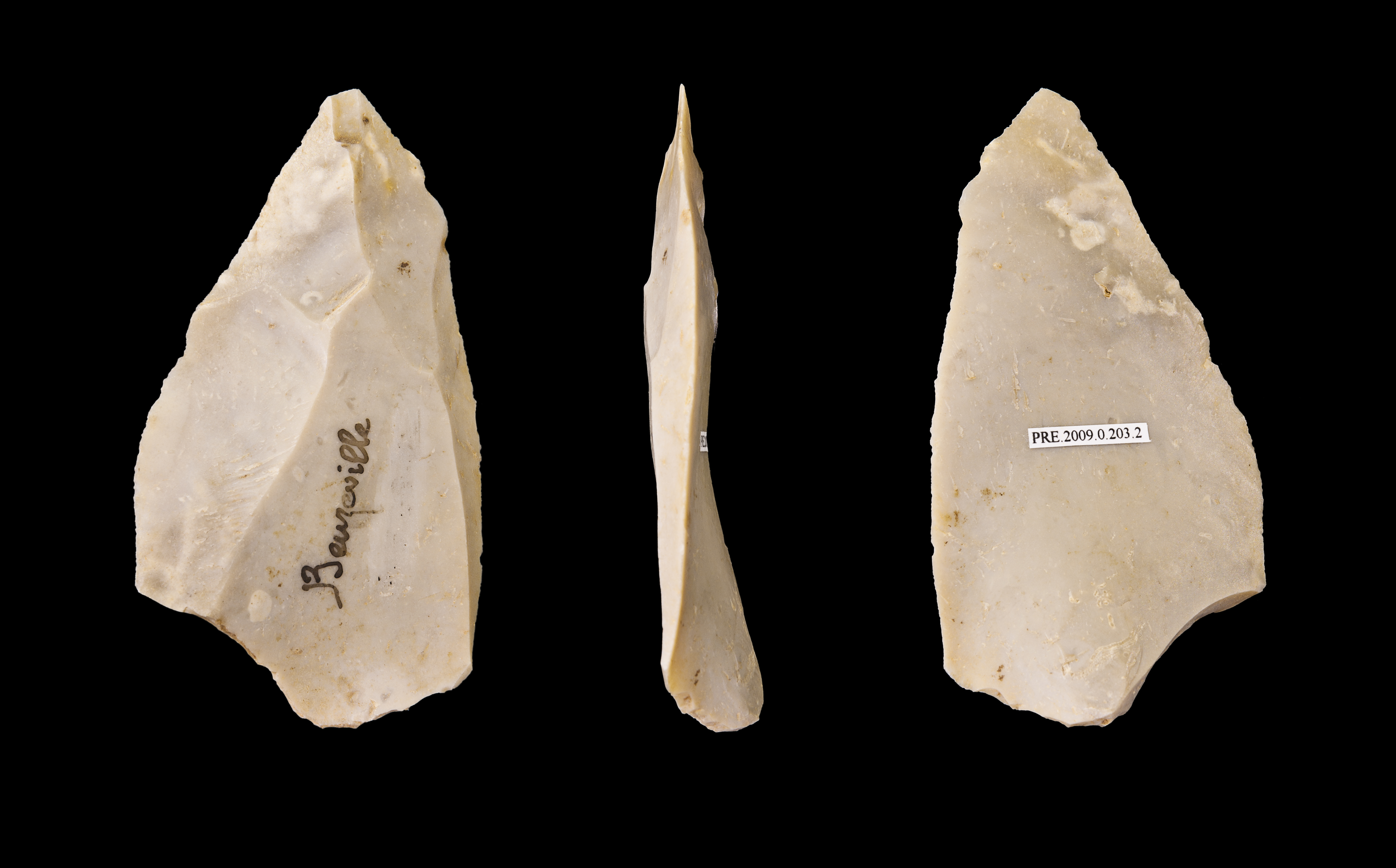
Pointe Levallois - Beuzeville - Muséum de Toulouse.

Le peuplement de la ville et de ses environs a débuté dès le paléolithique moyen (Moustérien).
Grande notoriété pour ses importants marchés ; trois foires : Saint-Pol, Saint-Hélier et Saint-Eugène.
Les religieux de Fécamp y achetaient son cidre, déjà renommé‚ au XVe siècle.
Le château fort de Neuilly était au pouvoir des protestants en 1592 ; il fut assailli par les catholiques qui l'incendièrent.
Le village fut détruit par un incendie le 14 mai 1764 et reconstruit tel que nous le voyons aujourd'hui. Les hameaux furent épargnés.
Le 23 octobre 2022, vers 16 h (heure locale), une tornade d'intensité EF2 parcourt 47 km entre le Calvados et l'Eure en atteignant son intensité maximale sur la commune de Beuzeville. La tornade a fait des dégâts spectaculaires au niveau de la ZA de la Carellerie, une dizaine de remorques de camions sont retournées et traînées, plusieurs bâtiments sérieusement touchés et quelques arbres sont déracinés par le vent. Une maison de type cottage normand s'écroule en partie près de l'autoroute A13.

## Politique et administration

### Liste des maires
| Période                                  | Période      | Identité                    | Étiquette           | Qualité                                        |
| ---------------------------------------- | ------------ | --------------------------- | ------------------- | ---------------------------------------------- |
| Les données manquantes sont à compléter. |              |                             |                     |                                                |
| 1867                                     | 1882 (décès) | Armand Vauquelin            | Droite bonapartiste | Conseiller général                             |
| Les données manquantes sont à compléter. |              |                             |                     |                                                |
| 1886                                     | 1892         | Jacques Dominique Vauquelin | Droite              | Propriétaire à Saint-Maclou Conseiller général |
| 1905                                     |              | Michel Campion              |                     |                                                |
| Les données manquantes sont à compléter. |              |                             |                     |                                                |
| mars 1959                                | 1971         | Joseph Métral               | Rad. puis MRG       | Vétérinaire Conseiller général                 |
| Les données manquantes sont à compléter. |              |                             |                     |                                                |
| mars 1977                                | 2001         | Joseph Métral               | UDF-Rad.            | Conseiller général                             |
| mars 2001                                | 2014         | Jean-Pierre Flambard        | PS                  | Instituteur, Conseiller général                |
| mars 2014                                | En cours     | Joël Colson                 | DVD                 | Directeur de service                           |

## Population et société

### Démographie
L'évolution du nombre d'habitants est connue à travers les recensements de la population effectués dans la commune depuis 1793. Pour les communes de moins de 10 000 habitants, une enquête de recensement portant sur toute la population est réalisée tous les cinq ans, les populations de référence des années intermédiaires étant quant à elles estimées par interpolation ou extrapolation. Pour la commune, le premier recensement exhaustif entrant dans le cadre du nouveau dispositif a été réalisé en 2007.

En 2022, la commune comptait 4 697 habitants, en évolution de +2,6 % par rapport à 2016 (Eure : −0,25 %, France hors Mayotte : +2,11 %).
| 1793  | 1800  | 1806  | 1821  | 1831  | 1836  | 1841  | 1846  | 1851  |
| ----- | ----- | ----- | ----- | ----- | ----- | ----- | ----- | ----- |
| 2 246 | 2 351 | 2 535 | 2 568 | 2 735 | 2 605 | 2 610 | 2 622 | 2 608 |

| 1856  | 1861  | 1866  | 1872  | 1876  | 1881  | 1886  | 1891  | 1896  |
| ----- | ----- | ----- | ----- | ----- | ----- | ----- | ----- | ----- |
| 2 505 | 2 451 | 2 455 | 2 318 | 2 548 | 2 490 | 2 497 | 2 608 | 2 621 |

| 1901  | 1906  | 1911  | 1921  | 1926  | 1931  | 1936  | 1946  | 1954  |
| ----- | ----- | ----- | ----- | ----- | ----- | ----- | ----- | ----- |
| 2 599 | 2 557 | 2 562 | 2 198 | 2 137 | 2 145 | 2 207 | 2 396 | 2 315 |

| 1962  | 1968  | 1975  | 1982  | 1990  | 1999  | 2006  | 2007  | 2012  |
| ----- | ----- | ----- | ----- | ----- | ----- | ----- | ----- | ----- |
| 2 360 | 2 392 | 2 415 | 2 534 | 2 702 | 3 097 | 3 508 | 3 568 | 4 409 |

| 2017  | 2022  | - | - | - | - | - | - | - |
| ----- | ----- | - | - | - | - | - | - | - |
| 4 608 | 4 697 | - | - | - | - | - | - | - |

## Économie
C'est un centre agricole, commercial et une zone d'activité, notamment grâce à un centre de redistribution alimentaire d'une grande chaîne de magasins.
Beuzeville est également le nom d'une aire d'autoroute et d'un péage situés entre Caen et Paris sur l'autoroute de Normandie (A13).

## Culture locale et patrimoine

### Lieux et monuments

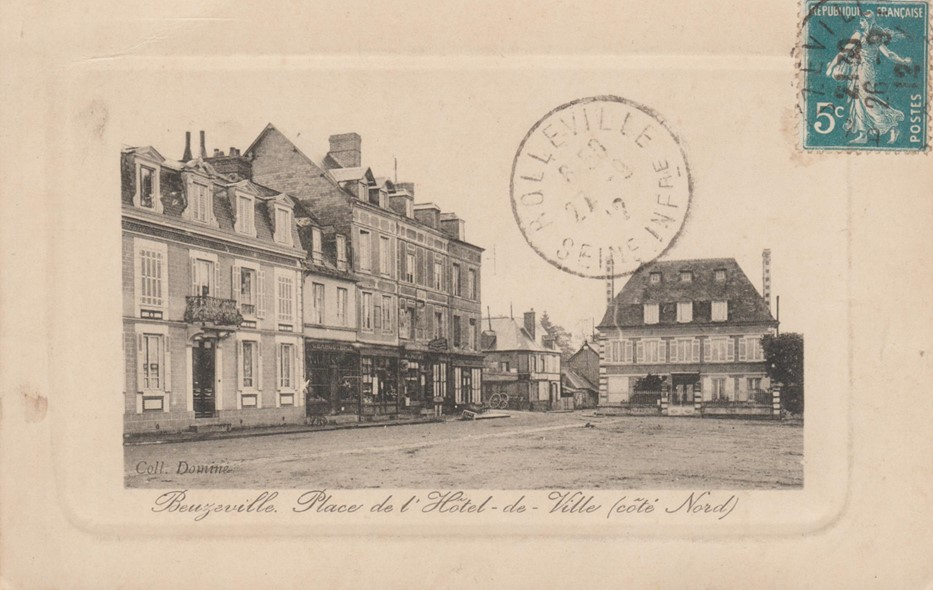
Photographie ancienne du côté nord de la place de l'Hôtel de Ville de Beuzeville.

Beuzeville ne compte pas de monuments inscrits ou classés au titre des monuments historiques. En revanche, la commune possède, sur son territoire, de nombreux monuments inscrits à l'inventaire général du patrimoine culturel.

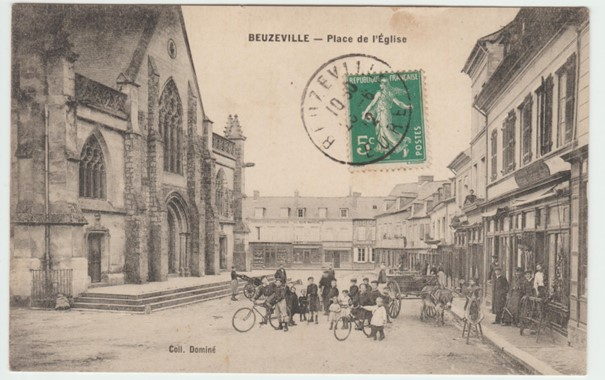
Place de l'église Saint-Hélier de Beuzeville à la Belle Époque

#### Patrimoine religieux
- L'église Saint-Hélier (XIIIe, XVIe, XVIIIe et XIXe)[30]. Cette église est dédiée à saint Hélier (moine du VIe siècle originaire de Tongres en Belgique qui devint ermite à Jersey et donna son nom à la principale ville de l'île). Restauré à partir des années 1960 à l'initiative de son doyen, le chanoine Leprieur, cet édifice du XIIe siècle possède notamment une collection complète de vitraux dus au maître verrier François Décorchemont, plusieurs statues de Josette Hébert-Coëffin ainsi qu'un orgue moderne par le facteur Haerpfer-Erman. Un élément assez rare est, au chevet, un pignon en colombage.

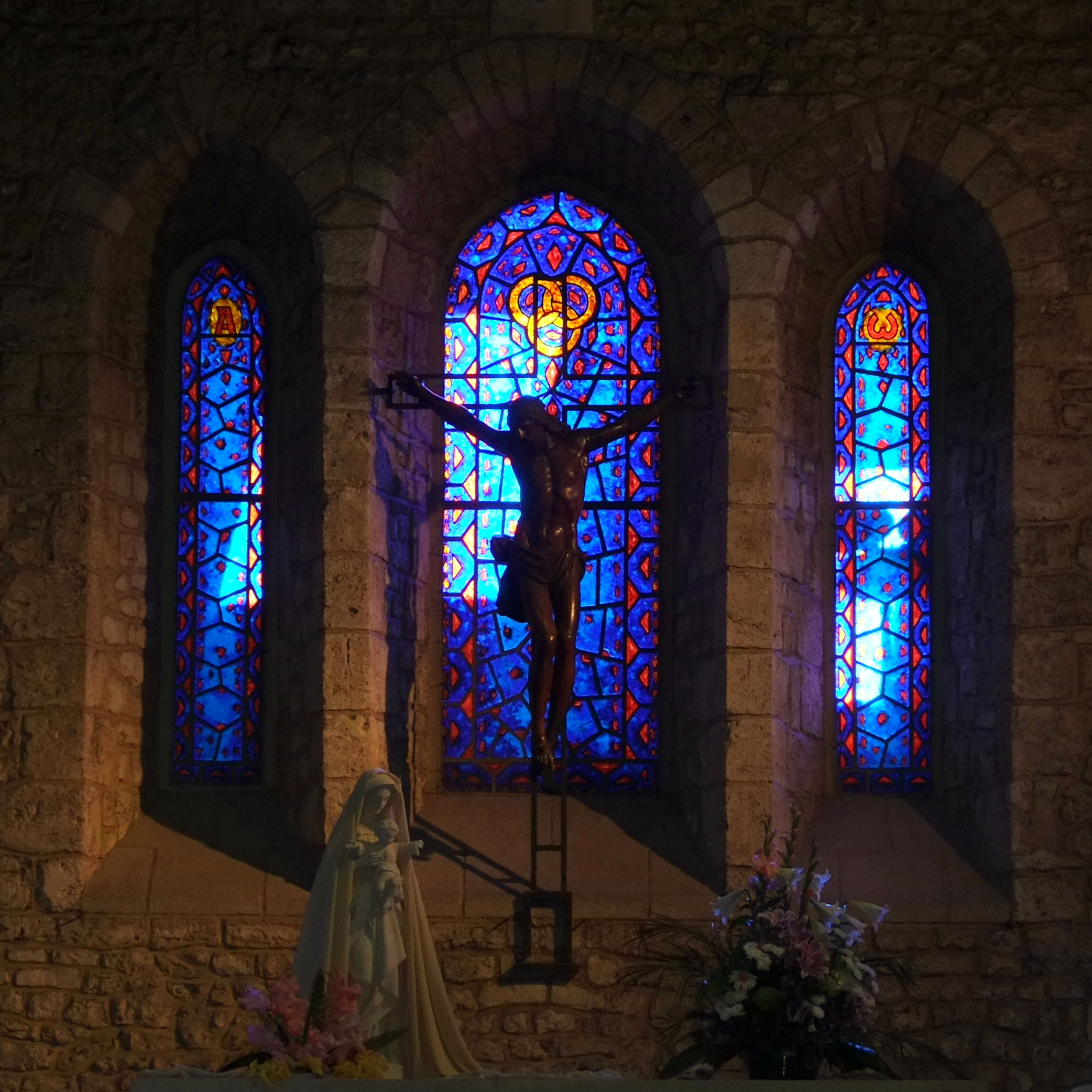
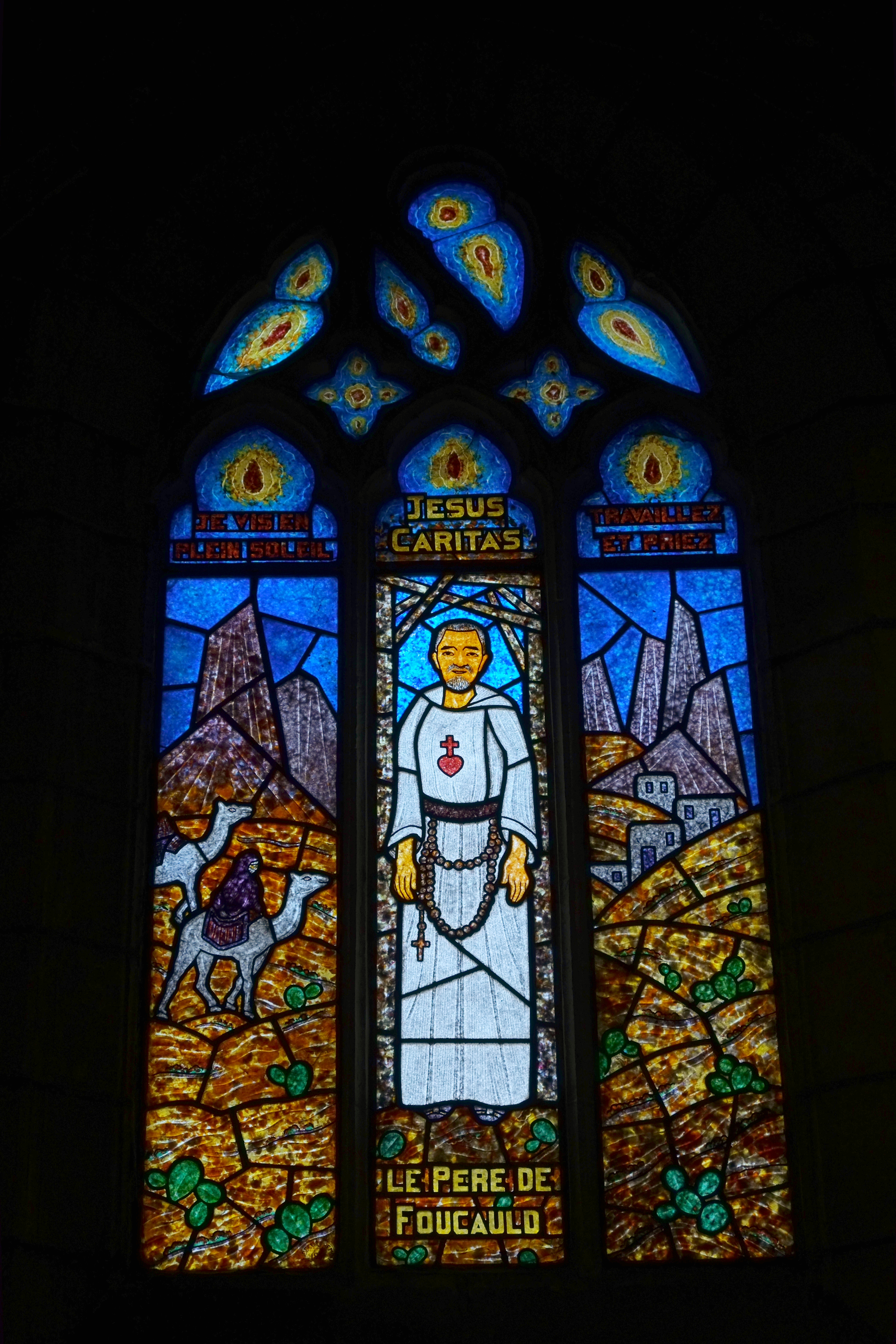
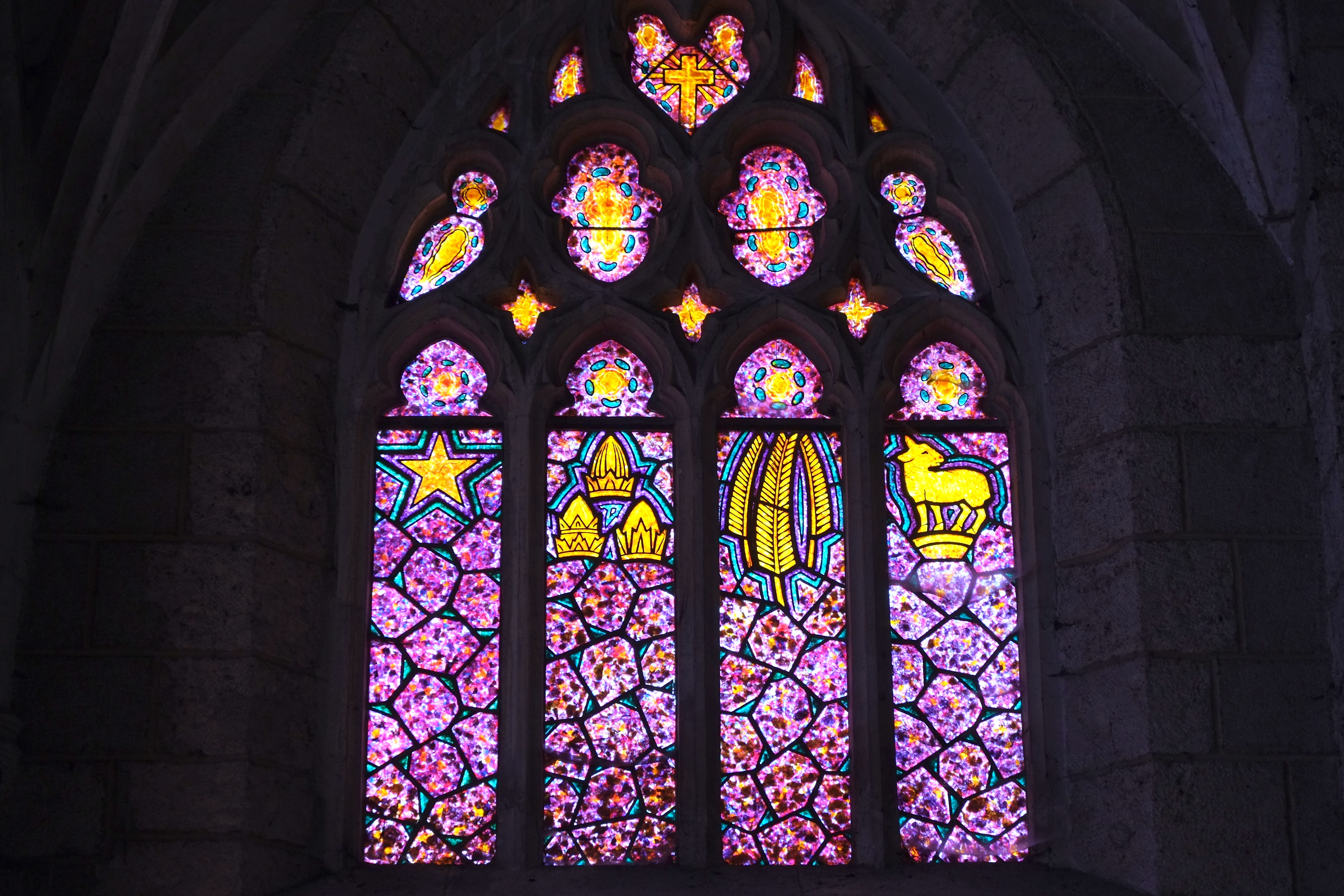
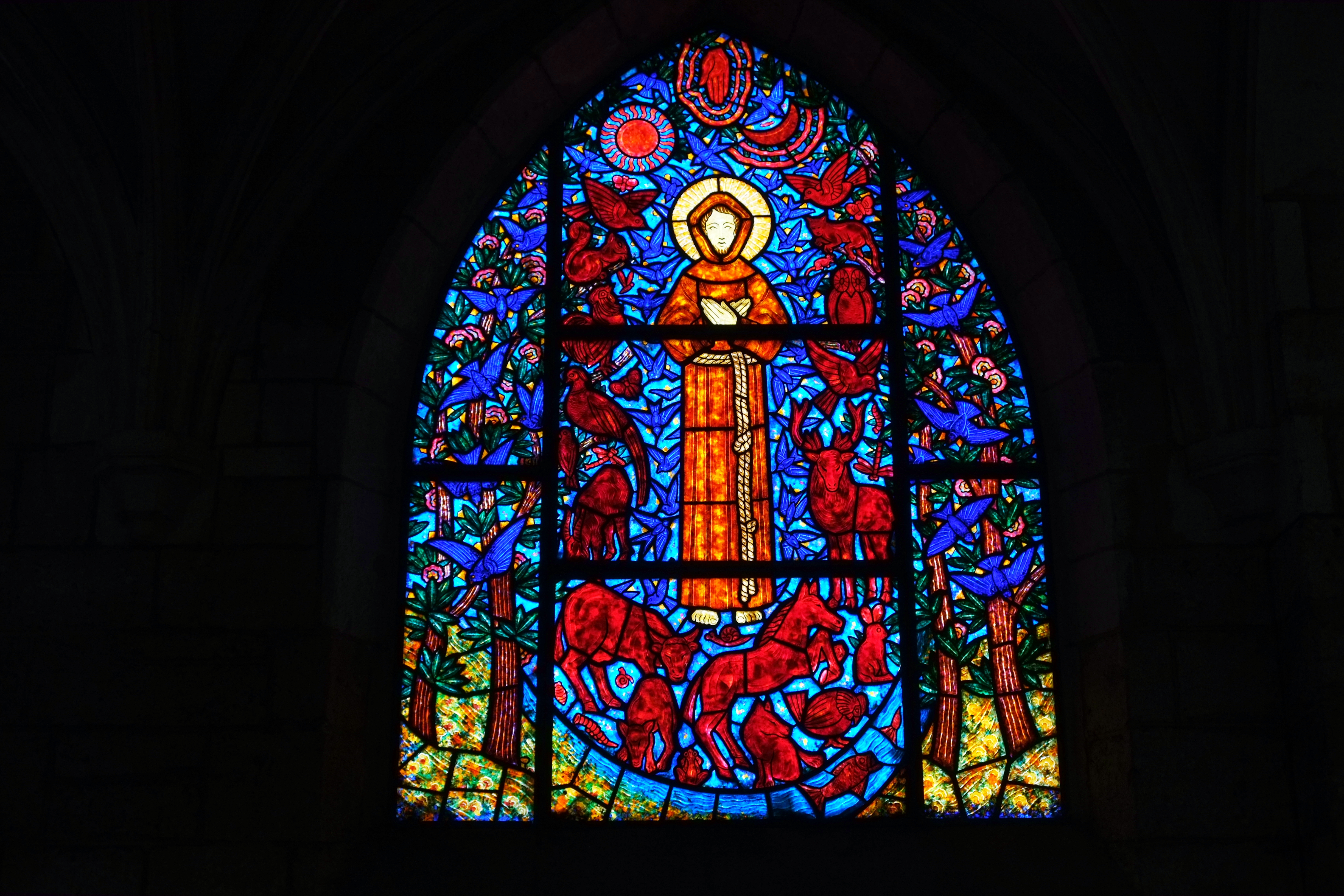

- Le cimetière (1833)[31]. Construit par Fouche d'après les relevés des établissements communaux.
- La croix de cimetière (XVIe (?))[32].

#### Château et manoir
- Un château fort des XVIe et XIXe siècles au lieu-dit Neuilly[33]. Il est fait mention de ce château fort au XIe siècle. En 1324, il est vendu, avec la chapelle Sainte-Marguerite, à l'abbaye du Bec. Pendant les guerres de Religion, le château constitue une place d'armes protestante ;
- Trois manoirs : le premier du XVIIIe siècle au lieu-dit Belle Londe[34] (fief de la famille Charlemaine du XIIe siècle à la Révolution. Le manoir est aujourd'hui détruit. Il ne subsiste que le colombier du XVIIIe siècle) ; le second du XVIIIe siècle au lieu-dit Lachy[35] ; le dernier du XVIIe siècle au lieu-dit Blacquemare[36]

#### Patrimoine civil

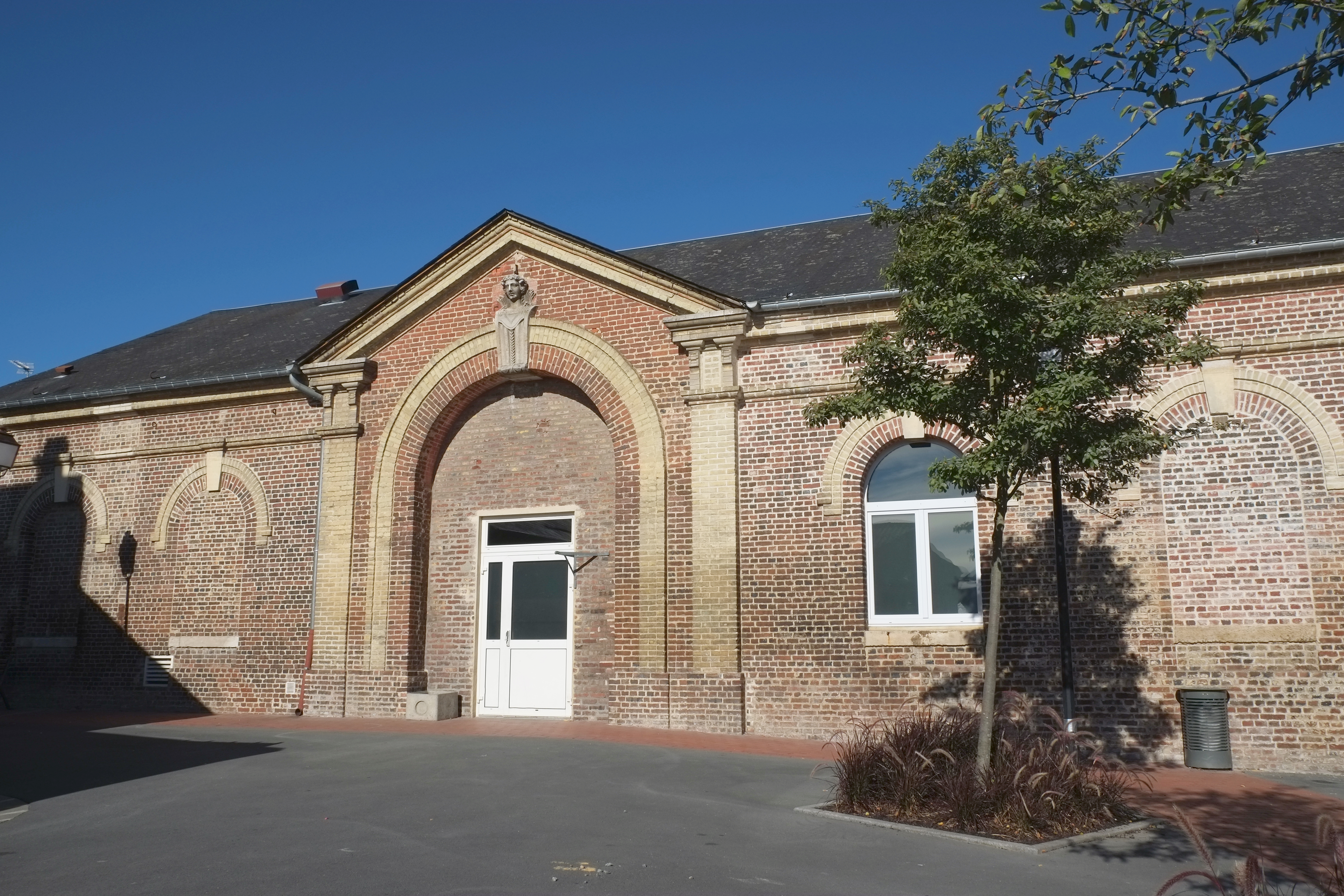
La halle à blé

- L'école (XIXe)[37]. C'est une école religieuse actuellement propriété de l'évêché.
- La gare (1889)[38] sur l'ancienne ligne de chemin de fer reliant Évreux à Honfleur ;
- La gendarmerie (1893)[39]. Construite en 1893 par Georges Gossart, architecte départemental.
- L'hospice (1876)[40]. Ce monument, érigé par la munificence de M. et Mme Camplon, a été inauguré le 9 novembre 1876.
- La halle à blé (XIXe siècle)[41].
- Quatre moulins à blé: l'un des XVIIIe et XIXe siècles dit Moulin de Neuilly[42],[43] ; l'autre du XIXe siècle dit Moulin des Gruaux (reconstruit à l'emplacement du "Moulin Brassy", sans doute aussi "Roselle" au début du XIXe siècle) et qui date du XVIIIe siècle voire avant, les 2 autres moulins dits Petit et Grand Moulins de Beaumoucel[44],[45].
- Plusieurs maisons datant des XIXe et XXe siècles[46],[47],[48],[49].
- Deux fermes : l'une des XIXe et XXe siècles au lieu-dit Hannetot[50] ; l'autre du XIXe siècle au lieu-dit les Faulques[51].
- Un immeuble de 1875[52].

#### Mémorial
- Le monument aux morts (XXe siècle)[53]. Il a été sculpté par Marius Huchon (ancien maire), E. Godey entrepreneur.

### Patrimoine naturel

#### ZNIEFF de type 1
- Les bois des monts Saint-Hélier[54]. Cette ZNIEFF est essentiellement constituée par une forêt mixte de pentes et de ravins. Des fronts de taille verticaux ainsi qu'une frange d'aulnaie-frênaie sont les éléments les plus intéressants de ce paysage. Parmi les espèces floristiques présentes, deux sont déterminantes : le Polystic à aiguillons et la cardère poilue. À noter, en ce qui concerne l'aspect faunistique, la présence de chiroptères (pour l'hibernation et le transit).

#### Site inscrit
- La haute vallée de la Morelle[55],  Site inscrit (1977 et 1981)[56].

### Personnalités liées à la commune
- César Henri de La Luzerne (1737-1799), seigneur de Beuzeville et de La Houssaye
- Robert Duquesne (1880-1930), écrivain, ami de Pierre Mac Orlan, fondateur de la fabrique d'aliments pour bétail Duquesne-Purina.
- Jean Dannet (1912-1987), artiste peintre ayant vécu à Beuzeville (dans une propriété baptisée « Les Zerbes ») avec son épouse Maïté Jambu, elle aussi artiste peintre[57].

### Héraldique
| Armes de Beuzeville | Elles peuvent se blasonner ainsi aujourd’hui : de gueules à la tour d'argent crénelée de cinq pièces, aux deux léopards d'or passant l'un sur l'autre brochant sur le tout. Les deux léopards d'or des armoiries de Beuzeville rappellent les armoiries de la Normandie. |